# Jean-Michel Minovez
Jean-Michel Minovez, né le 7 août 1963 à Toulouse, est professeur d'histoire moderne à l'université Toulouse - Jean Jaurès (anciennement Toulouse 2 - Le Mirail).
Il est spécialiste de l'histoire proto-industrielle du XVIIIe à la première moitié du XXe siècle dans des espaces restés en marge de la croissance fordiste, en particulier autour du cardage de la laine, étudiant les processus d'industrialisation et désindustrialisation de terroirs du piémont pyrénéen.

## Biographie
Jean-Michel Minovez commence sa carrière d’enseignant en 1988 en tant que professeur certifié puis agrégé dans l’enseignement secondaire. Il enseigne dans les académies de Bordeaux et de Limoges de 1988 à 1991 puis au lycée Pierre-de-Fermat de Toulouse de 1991 à 2000. Docteur en histoire en 1995, il est de 1995 à 2005 chargé de cours puis PRAG à l’université Toulouse 2 - Le Mirail.
En 2006, il devient maître de conférences à l'Université du Mirail. En 2008, avec son habilitation à diriger des recherches (HDR), il devient professeur des universités.
Il inscrit ses travaux de recherche au sein du laboratoire France méridionale et Espagne, Histoire des sociétés du Moyen Âge à l’époque contemporaine (FRAMESPA, UMR 5136, CNRS). Il est membre de l’Association Française d’Histoire Économique (AFHE). Il étudie les phénomènes d’industrialisation et de désindustrialisation du XVIIIe à la première moitié du XXe siècle des espaces restés en marge du processus fordiste de croissance. Recherche qui ne privilégie aucun des facteurs, il analyse, séparément ou en interdépendance, le capital, l’outil de production, le marché et le travail ; sa démarche consiste aussi à traiter des aspects culturels, des rapports sociaux et des institutions.
Ses travaux ont été plusieurs fois primés ; il a obtenu notamment le Prix crédit agricole d’histoire des entreprises – mention spéciale 2009 pour son mémoire inédit d’habilitation à diriger des recherches.
En 2012, il est élu, sur une liste FSU, Président de l'Université Toulouse II-Le Mirail, où il avait fait ses études. Il quitte son poste le 4 mai 2016 après avoir annoncé qu'il ne briguerait pas de nouveau mandat à la présidence de l'Université.
Daniel Lacroix, vice-président politique de recherche depuis 2012, représentant de la FSU et tête de la liste « UT2J c’est vous ! », lui succède le 11 mai 2016 à la présidence de l'Université Toulouse-Jean-Jaurès.

## Publications

### Ouvrages
- Garonne & canal du Midi. Le système de navigation autour de Toulouse, Toulouse, Presses universitaires du Midi, 2018, 177 p.
- Du papier et des hommes. JOB et les papetiers du Comminges et du Couserans, Arles, éditions du Rouergue, 2014, 208 p.
- Pays d’Olmes. L’aventure de la laine, Toulouse, Privat, 2013, 208 p.
- L’industrie invisible : les draperies du Midi, XVIIe-XXe siècles. Essai sur l’originalité d’une trajectoire, Paris, CNRS éditions, 2012, 594 p.
- La puissance du Midi. Les draperies de Colbert à la Révolution, Rennes, Presses universitaires de Rennes, 2012, 306 p.
- L’impossible croissance en Midi toulousain ? 1661-1914. Origines d’un moindre développement, Paris, Publisud, 1997, 287 p.
- Société des villes, société des champs en Midi toulousain sous l’Ancien Régime, Aspet, PyréGraph éditions, 1997, 232 p.

### Direction d’ouvrages
- Dir. en collaboration avec Catherine Verna et Liliane Hilaire-Pérez, Industries des campagnes dans l’Europe médiévale et moderne. Entreprises, territoires, marchés, Actes des 30e Journées Internationales d’Histoire de Flaran, Abbaye de Flaran, 7 et 8 octobre 2011, Toulouse, PUM, 2013, 312 p.
- Construire et reconstruire le campus du Mirail : de la faculté de lettres de Toulouse à l'Université Jean-Jaurès, Toulouse, Privat, 2024, 354 p. (ISBN 978-2-7089-8142-3)

### Ouvrages en collaboration
- Ed. en collaboration avec Patrice Poujade, Circulation des marchandises et réseaux commerciaux dans les Pyrénées, XIIIe-XIXe siècles, 7e Curs d’Història d’Andorra/Col·loqui Internacional d’Andorra, organisé par l’UMR 5136 du CNRS/Fra.M.Espa-Université de Toulouse II-Le Mirail, le laboratoire « Elites du Sud » de l’Université de Pau et des Pays de l’Adour et le « Patrimoni Cultural d’Andorra », Centre de Congressos de les Escaldes-Engordany, 1er-4 octobre 2003, Toulouse, CNRS/Université de Toulouse-Le Mirail, 2005, 2 vol., 303 p. et 348 p.
- Ed. en collaboration avec Patrice Poujade, Dynamiques marchandes : acteurs, réseaux, produits, XIIIe-XIXe siècles, numéro spécial des Annales du Midi, tome 117, no 251, juillet-septembre 2005.
- éd., Faïence fine et porcelaine en France. Les hommes, les objets, les lieux, les techniques, Actes du colloque de l’UMR 5136 du CNRS Fra. M. Espa, du Musée national de Céramique de Sèvres et de l’Association pour l’étude de la céramique, Martres-Tolosane, 21 et 22 septembre 2001, Toulouse, CNRS/Université de Toulouse-Le Mirail, 2004, 383 p.
- Ed. en collaboration avec René Souriac, Les hommes et leur patrimoine en Comminges. Identité, espaces, cultures dans l’histoire et l’actualité du Comminges et des Pyrénées centrales, Actes du 52e congrès de la Fédération historique de Midi-Pyrénées, Saint-Gaudens les 25, 26 et 27 juin 1999, Saint-Gaudens/Toulouse, Société des Études du Comminges/Fédération historique de Midi-Pyrénées, 2000, 910 p.

## Filmographie
Jean-Michel Minovez est aussi l'auteur de films documentaires, comme JOB, histoires de papier (2014) et Monts d'Olmes, 80 ans de ski en Pyrénées Cathares (2019), réalisés par Jean Jimenez.